# Zsombori Erzsébet
Zsombori Erzsébet (Bonchida, 1949. december 23. –) erdélyi származású grafikus, festőművész.

## Életpályája
Középiskoláit a kolozsvári 3. sz. Líceumban (jelenleg Apáczai Csere János Elméleti Líceum) végezte 1967-ben.
Színésznő akart lenni, tagja volt a kolozsvári Stúdió Színpadnak nagynénje, a szintén festőművész Póka Zsombori Erzsébet javaslatára, de ugyancsak az ő  hatására kezdett foglalkozni a képzőművészettel is. 1969 és 1984 között reklámgrafikusként dolgozott Kolozsváron és Zilahon. Közben 1972-73-ban díszítőművészetet tanult. 1981-ben I. és II. díjat  kapott a  Megéneklünk Románia országos fesztiválon. Alkalmazott grafikusként kezdte, majd áttért a festészetre, eleinte hagyományos technikával virágcsendéleteket (Liliom I. és II., Krizantémok, Kikerics, Mezei virágok) portrékat, figurális kompozíciókat  készített (Hagyomány, Tánc I.). A selyemmel való megismerés után kifejlesztette saját technikáját és művészi világát (pl. batik technika akvarell-lel). Témáit leggyakrabban a természetből veszi.
1987-ben áttelepült Magyarországra. Tagja a  Szőnyi István Alkotóközösségnek és a Magyar Alkotóművészek Országos Egyesületének. Budapesten lányával közös galériája van.

## Családja
Férje, Mayer Attila orvos, lánya, Mayer Hella Svédországban festőművész.

## Kiállításai (válogatás)
Ars poeticája:
„Az erdélyi táj szépsége ma is elvarázsol: abból táplálkozom, azt festem meg. Érzéseket, hangulatokat festek. Zenét. A virágban zene szól, a zenébe virágot képzelek. A bagoly néha szomorú, madarak röpködnek a tájban kettesben, néha egyedül, magányosan. A köveknek lelkük van, élet van a füvek közt. A napraforgó a nap felé fordul, benne az élet spirálja. A tél tiszta, makulátlan, hó borít be mindent. Kísérletező alkat vagyok, kíváncsi, saját technikát alakítottam ki, idővel kialakult a magam képi világa. Mindig a természet ihletett, de volt idő, amikor az anyaságomat éltem meg: nagyjából 80 madonnát festettem.” (Erdélyi Napló, 2017. március 22.)

### Egyéni kiállítások
- 1975 • Stúdió – 51, Kolozsvár
- 1978 • Batikkiállítás, Művelődési Központ, Zilah • Filo Galéria, Kolozsvár
- 1987 • Sport Kórház, Budapest
- 1988 • Külkereskedelmi Főiskola, Budapest
- 1989 • Kulturinnov Galéria • Művelődési Központ, Bonyhád
- 1990 • Galéria, Tamási • Bonyhád
- 1990 • Erdélyi Kulturális Napok, Eger • Kortárs Galéria, Debrecen • Stúdió Galéria, Budapest
- 1991 • Madách Kft. Galéria, Budapest
- 1991-től állandó kiállítás, Budapest, Dísz tér 4-5.
- 1992 • Törökbálint • Enying • Kernstok Galéria, Tatabánya • Ócsa • Nagykőrös
- 1993 • Magyarok Háza, Stockholm
- 1994 • Szolnok • Tata • Kolozsvár • Vándorkiállítás (SVE)
- 1993, 1994 • Budai vár, Budapest
- 1995 • Budai vár – Budapest, I. Dísz tér 4-5.
- 1995 • Koppenhága • Stúdió Galéria, Bécs • New York • Washington • New Brunswick
- 1995 • 010 Galéria, Budapest
- 1996 • Főkonzulátus, New York
- 1996 • Zsámbéki Szombatok, Zsámbék
- 1999 • Korunk Galéria, Kolozsvár

### Csoportos kiállítások
- 1981-87 • Téli Szalon, Zilah
- 1986 • Bolzano (Olaszország)
- 1989 • Budapesti Nemzetközi Vásár, Budapest
- 1989 • Erdélyi Képzőművészek Vándorkiállítása, Barbican Center, London • Kós Károly Céh kiállítása, Budapest
- 1992 • Veszprém • Érd • Balatonalmádi • Szolnok • Nyíregyháza • Zalaegerszeg • Szekszárd • Oberpullendorf • Unterwart (Ausztria)
- 1994 • Kansas, Wichita (USA)
- 2000 • Millennium 2000. Magyar Képzőművészeti Kiállítás, Magyar Ház, Stockholm
- 2021 • Párhuzamos perspektívák, Szépművészeti Múzeum Kolozsvár, 2021. július 28. – augusztus 16. (Póka Zsombori Erzsébet, Mayer Hella, Katona-Zsombori Mária, Zsombori Erzsébet)[3]

## Könyvei
- Zsombori Erzsébet – Zsimbi: Zsimbi a selyem útján, Fekete Sas Kiadó, 2018.